# Of Love and Lunacy
Of Love and Lunacy – debiutancki album metalcore'owej grupy muzycznej Still Remains. Został wydany 3 maja 2005 roku. Piosenka "The Worst Is Yet to Come" została singlem. Album uzyskał w przeważającej większości pochlebne opinie.

## Lista utworów
1. "To Live and Die by Fire" – 2:57
2. "The Worst Is Yet to Come" – 3:50
3. "In Place of Hope" – 4:49
4. "White Walls" – 4:28
5. "Bliss" – 3:37
6. "Cherished" – 4:27
7. "With What You Have" – 1:19
8. "Kelsey" – 3:13
9. "Recovery" – 5:16
10. "I Can Revive Him with My Own Hands" – 4:42
11. "Stare and Wonder" – 5:36
12. "Blossom, The Witch" – 5:34
13. "Bed of Nails" (utwór dodatkowy)